# Улица Каденюка (Харьков)
Улица Каденюка (укр. вулиця Каденюка, до 2024 улица Танкопия) — одна из самых протяженных улиц жилмассива Новые Дома в Харькове, разделяющая Слободской и Немышлянский районы города в этом месте.

## История создания и особенности улицы
Улица получила первоначальное название в 1965 году, в честь Ивана Алексеевича Танкопия, командира 17-й стрелковой бригады войск НКВД Юго-Западного фронта, полковника, погибшего при обороне Харькова и посмертно получившего звание Героя Советского Союза.
26 апреля 2024 года улица Танкопия в рамках деколонизации топонимии переименована городской администрацией в улицу Каденюка в честь первого космонавта независимой Украины Леонида Каденюка.
Улица находилась на южной меже секции «А» при застройке Новых Домов (см. Новые Дома (Харьков)#История района). Дома и здания, имеющие нечётные номера (то есть по левую сторону улицы), относятся к Немышлянскому району, в то время, как все остальные дома с чётными номерами (правая сторона) закреплены за Слободским районом города Харькова. На участке от улицы Харьковских Дивизий до бульвара Богдана Хмельницкого находится во Фрунзенском районе города.
Имеет длину свыше 3 км. Может считаться одной из самых широких улиц города, поскольку чётная и нечётная стороны отделены высоковольтной линией электропередач, которая проходит вдоль значительного отрезка улицы. На этом промежутке, параллельно основной магистрали, только с южной стороны линии, проходит внутриквартальная дорога. Расстояние между основной и дополнительной проезжими частями составляет порядка 250—300 м. В советские годы это был пустырь, который местные жители использовали, преимущественно, под огороды и сады (несмотря на высоковольтную линию). Во времена Перестройки большую часть этого пространства застроили гаражные кооперативы.

## География улицы
Берёт начало от проспекта Льва Ландау. Здесь наблюдается незначительное снижение местности, образующей небольшую балку в километре к востоку от озера Зелёнка. Вдоль линии электропередач улица двигается двумя параллельными дорогами, разделёнными линией, до пересечения с проспектом Петра Григоренко. Далее она проходит ещё около 700 м до перекрёстка с улицей Харьковских Дивизий, при подходе к которому высоковольтная линия постепенно сворачивает вправо — на юго-восток. Внутриквартальный рукав улицы к этому месту тоже поворачивает на юг, в направлении Парка «Зустріч», пересекает бульвар Жасминовый, переходя дальше в Садовопарковую улицу. Основная же магистраль улицы Каденюка продолжает развиваться в заданном направлении, однако уже через 200 м делает достаточно крутой вираж, отклоняясь слегка на северо-восток. Приблизительно через 500 м она пересекает улицу Ощепкова, а затем ещё через столько же выходит к бульвару Богдана Хмельницкого, где и заканчивается немного южнее Стадиона ХТЗ. Стоит добавить, что на отрезке от Парка «Зустріч» до бульвара Богдана Хмельницкого аналогично возникает дополнительная полоса улицы, как и на участке от начала улицы вдоль линии электропередачи. Она начинается от небольшой улицы Осипенко, которая связывает через автомобильный проезд частный сектор и улицу Харьковских Дивизий чуть выше бульвара Жасминового. Некоторое время этот рукав дублирует улицу, приближаясь к ней, но постепенно он растворяется, плавно переходя в другие улицы. Есть даже примыкающий к улице одноимённый переулок.
С севера улица граничит с улицей Олимпийской, Стадионным проездом и улицей Рыбалко. С южной стороны, если брать к рассмотрению участок вблизи 29-го микрорайона, улица Каденюка делит внутриквартальную территорию с Садовым проездом и бульваром Жасминовым.
Таким образом, улица Каденюка связывает Новые Дома (с возможностью выхода на посёлок Артёма через улицы Ковтуна и Энергетическую) с западными окраинами ХТЗ, а также труднодоступным районом Ново-Западного посёлка. Проходя практически параллельно Московскому проспекту, улица служит серьёзной транспортной артерией.

## Транспорт
- Метро: ближайшие станции — «Дворец Спорта» и «Армейская»
- Троллейбус: № 1 (ст. метро «Дворец Спорта» — 28-й микрорайон; не проходит непосредственно по территории улицы, однако, связывает жилые микрорайоны с ближайшей станцией метро), № 13 (Конный рынок — Парк Зустрич; пересекает улицу, не следуя по ней), № 25 (ст. метро «Дворец Спорта» — бул. Богдана Хмельницкого), № 36 (ул. 12 апреля — ст. метро «Армейская»). Оба маршрута сейчас работают ограниченно, как правило, по будним дням в часы «пик». Также существует спецподача маршрута № 7 (28-й микрорайон — Восточная), несколько раз в день (более подробно см. Харьковский троллейбус#Маршруты).
- Автобус и маршрутное такси: № 15 (ул. 2-й Пятилетки — ст. метро «Академика Барабашова»), 18э (дублирует троллейбусный маршрут № 1, не проходя по самой улице), 82э (Федорцы — ст. метро «Армейская»; небольшой участок между улицами Харьковских Дивизий и Ощепкова), 227э (дублирует маршрут 13-го троллейбуса, поэтому только пересекает улицу), 267э (ст. метро «Академика Барабашова» — Парк Зустрич; также лишь пересекает, но не проходит по самой улице).

## Жилая застройка
Улица имеет несколько секторов жилой застройки, среди которых:
- частный сектор (преимущественно правая сторона на участке от улицы Харьковских Дивизий до бульвара Богдана Хмельницкого)
- пятиэтажная застройка (хрущёвки вдоль нечётной стороны от пересечения с проспектом Маршала Жукова до стадиона ХТЗ; практически вся чётная сторона от начала до улицы Слинько)
- дома в 9 и более этажей различных периодов застройки (как чётная, так и нечётная сторона на участке до улиц Харьковских Дивизий и Слинько).

## Инфраструктура
В советские годы улица располагалась в достаточно выгодном на тот момент районе Новых Домов, так как на ней замыкались многие транспортные развязки (особенно, до введения в эксплуатацию в 1978 году второй очереди Холодногорско-Заводской линии Харьковского метрополитена). На пересечении с улицей Харьковских Дивизий, помимо весьма популярного в те годы ресторана «Вечерние Зори» (сохранившегося до наших дней), располагался продуктовый рынок. После открытия ст. метро «Комсомольская» (сейчас — «Дворец Спорта») торговля постепенно переместилась в район метро, и к 90-м годам рынок прекратил своё существование.
- Улицы и площади Харькова
- Твой любимый Харьков
- Почтовые индексы ул. Танкопия